# Wasyl Piotrowicz Siemaszko
Wasyl Piotrowicz Siemaszko na Dobratynie herbu własnego – chorąży wołyński w latach 1599-1617.
Deputat na Trybunał Główny Koronny z województwa wołyńskiego w 1591, 1600, 1607 roku.